# Mihaela Zavolan
Mihaela Zavolan (n. 23 aprilie 1968, Timișoara, România) este o cercetătoare în domeniul biologiei sistemice și profesor la Biozentrum de la Universitatea din Basel.

## Viața
Mihaela Zavolan a studiat medicina la Universitatea de Medicină și Farmacie din Timișoara. Ulterior, a obținut diploma de doctor în informatică de la Universitatea din New Mexico din Albuquerque, Statele Unite ale Americii. Între 1993 și 2003, Mihaela Zavolan a efectuat cercetări în SUA, la Institutul Santa Fe din Santa Fe, Laboratorul Național Los Alamos din Los Alamos, precum și la Universitatea Rockefeller din New York. În 2003, Mihaela Zavolan a fost devenit Profesor de Biologie Sistemică și Computațională la Biozentrum de la Universitatea din Basel. Ea este și lider de grup la Institutul Elvețian de Bioinformatică (SIB).

## Munca
Principalul subiect al cercetării în grupul condus de Mihaela Zavolan este microARN (miARN). Aceste modelule de ARN, lungi de 22 de nucleotide, regulează expresia unor gene care codifică proteine, controlând astfel diferențierea celulară, metabolismul și sistemul imunitar. Prin dezvoltarea de metode de calcul experimental și de analiză, Zavolan a contribuit la descoperirea a numeroase molecule de miARN în diverse organisme, variind de la virusuri la om. Ea a dezvoltat algoritmi pentru a prezice genele și țintele miRNA și a lucrat la dezvoltarea metodei CLIP (cross-linking și imunoprecipitare) pentru cartografierea siturilor de legare ale proteinelor care se leagă de ARN. Recent, grupul a utilizat informațiile obținute prin CLIP pentru a deduce un model biofizic al interacțiunilor dintre miARN și țintele sale, care poate fi folosit pentru a prezice puterea interacțiunilor dintre miARN și țintele de pe mARN și ARN lungi ne-codificante.

## Legături externe
- Site web oficial